# Pfeifer (Fernsehserie)
Pfeifer ist eine deutsche Fernsehserie mit Dieter Pfaff als Friedemann Pfeifer mit seinem Hund Mephisto und Uli Krohm als Benno Bolinski in der Hauptrolle, die 2000 im Ersten Deutschen Fernsehen ausgestrahlt wurde.

## Besetzung
| Schauspieler                | Rolle              | Bemerkung                |
| --------------------------- | ------------------ | ------------------------ |
| Dieter Pfaff                | Friedemann Pfeifer | erfolgloser Schauspieler |
| Uli Krohm                   | Benno Bolinski     | Untermieter von Pfeifer  |
| Schauspieler/Gastdarsteller |                    |                          |
| Sabine Postel               |                    |                          |
| Katrin Pollitt              |                    |                          |
| Peter Heinrich Brix         |                    |                          |
| Gerda Gmelin                |                    |                          |
| Eva Habermann               |                    |                          |
| Harald Maack                |                    |                          |
| Michael Sideris             |                    |                          |
| Stefan Viering              |                    |                          |

## Episodenliste
| Nr. (ges.) | Nr. (St.) | Originaltitel                | Erstausstrahlung |
| --- | --------- | ---------------------------- | ---------------- |
| 1 | 1         | Der Geburtstag               | 11. Apr. 2000    |
| Friedemann Pfeifer hat Geburtstag und will ein Päckchen, das er von seiner Tante Hermine bekommt, von der Post abholen. Er hat aber seine Geldbörse nicht dabei und versucht nun, trotz Bürokratismus, sein Päckchen doch noch zu erhalten. |           |                              |                  |
| 2 | 2         | Der Lottoschein              | 18. Apr. 2000    |
| Pfeifer spielt regelmäßig Lotto und tippt immer die gleichen Zahlen, und dieses Mal hat er gewonnen, aber trügt der Schein bloß? |           |                              |                  |
| 3 | 3         | Immer Ärger mit Tante Agathe | 18. Apr. 2000    |
| Pfeifers Tante Agathe kommt zu Besuch und wirbelt das ganze Haus auf. Nach kurzer Zeit reist sie wortlos ab – und Pfeifer entdeckt eine schlimme Überraschung.                                                                              |           |                              |                  |
| 4 | 4         | Die fehlende Seite           | 18. Apr. 2000    |
| Pfeifer und Benno sind auf der Suche nach einem Mörder, denn die letzte Seite von Friedemanns Buch mit dem Mörder fehlt. |           |                              |                  |
| 5 | 5         | Vor Gericht                  | 25. Apr. 2000    |
| Bei einem Unfall wird Friedemann Pfeifer der einzige Zeuge und muss nun vor Gericht aussagen. |           |                              |                  |
| 6 | 6         | Die Blutspende               | 25. Apr. 2000    |
| Pfeifer hat schreckliche Angst vor dem Blutspenden, doch nachdem er einige Hürden überwunden hat, ist die Angst wie weggeflogen. |           |                              |                  |
| 7 | 7         | Der Führerschein             | 2. Mai 2000      |
| Friedemann Pfeifer will nun endlich einen Führerschein machen, doch während der Fahrstunden bringt er den Fahrlehrer zur Verzweiflung. |           |                              |                  |
| 8 | 8         | Der Baum                     | 2. Mai 2000      |
| Eine alte Eiche, Friedemann liebt sie, will er in dieser Folge mit allen Mitteln retten. |           |                              |                  |
| 9 | 9         | Oh du fröhliche              | 9. Mai 2000      |
| Um mit den Nachbarn in Zukunft befreundet zu sein, macht Friedemann ein Weihnachtsapéro, doch ob ihm dies gelingt, ist fragwürdig. |           |                              |                  |
| 10 | 10        | Der Fahrstuhl                | 9. Mai 2000      |
| Pfeifer verschläft seinen Termin und dann bleibt er auch noch im Aufzug stecken. |           |                              |                  |
| 11 | 11        | Der Amateurfunker            | 16. Mai 2000     |
| Der Funkamateur Friedemann Pfeifer möchte schon immer einen Notruf empfangen, aber was soll er machen, als der wirklich eintrifft? |           |                              |                  |
| 12 | 12        | Die Zugfahrt                 | 16. Mai 2000     |
| Benno fährt mit Friedemann in den Süden von Deutschland, denn Friedemann soll bei Goethes Faust mitspielen und bringt während der Zugfahrt das Zugabteil unter Spannung.                                                                    |           |                              |                  |